# Alomasoma belyaevi
Alomasoma belyaevi är en djurart som tillhör fylumet skedmaskar, och som beskrevs av Zenkevitch, L.A. 1964. Alomasoma belyaevi ingår i släktet Alomasoma och familjen Bonelliidae. Inga underarter finns listade i Catalogue of Life.